# Bagtyýarlyk-Lebap Türkmenabat
Bagtyýarlyk-Lebap Türkmenabat (turkm. «Bagtyýarlyk-Lebap» futbol kluby, Türkmenabat) – turkmeński klub piłkarski, mający siedzibę w mieście Türkmenabat na wschodzie kraju.
W latach 1992–2003 i 2008-2014 występował w Ýokary Liga.

## Historia
Chronologia nazw:
- 1992: Lebap Çärjew (ros. «Лебап» Чарджев)
- 1996: Ekskawatorçy-Lebap Çärjew (ros. «Экскаваторщик-Лебап» Чарджев)
- 1997: Lebap Çärjew (ros. «Лебап» Чарджев)
- 1998: Jeýhun Çärjew (ros. «Джейхун» Чарджев)
- 1999: Jeýhun Türkmenabat (ros. «Джейхун» Туркменабад)
- 2002: Garagum Türkmenabat (ros. «Каракум» Туркменабад)
- 2003: klub został rozwiązany
- 2008: Bagtyýarlyk Türkmenabat (ros. «Багтыярлык» Туркменабад)
- 2010: Lebap Türkmenabat (ros. «Лебап» Туркменабад)
- 2013: Bagtyýarlyk-Lebap Türkmenabat (ros. ФК «Багтыярлык-Лебап» Туркменабад)

Piłkarski klub Bagtyýarlyk Türkmenabat został założony w miejscowości Çärjew w 2008 roku, chociaż jego historia sięga 1992 roku, kiedy to w mieście powstał klub o nazwie Lebap Çärjew. W 1992 debiutował w pierwszych niepodległych rozgrywkach Wyższej Ligi Turkmenistanu. Zespół zajął 9.miejsce w końcowej klasyfikacji. Pierwszy sukces przyszedł w 1996, kiedy to zespół zdobył brązowe medale mistrzostw. Przed sezonem 1996 zmienił nazwę na Ekskawatorçy-Lebap Çärjew, a po sezonie na Lebap Çärjew. W 1998 nazywał się Jeýhun Çärjew, a w 1999 po zmianie nazwy miasta – Jeýhun Türkmenabat. W 2002 przyjął nazwę Garagum Türkmenabat i zdobył Puchar Turkmenistanu. Ale już w 2003 roku zespół był podejrzewany o umyślny nie wyjazd na mecze, dlatego w drugiej części sezonu nie występował (zaliczono porażki techniczne 0-3).
Z powodu trudności finansowych klub został rozwiązany.
Dopiero w 2008 klub został reaktywowany jako Bagtyýarlyk Türkmenabat, który ponownie startował w mistrzostwach Turkmenistanu w Wyższej Lidze. W 2010 zmienił nazwę na Lebap Türkmenabat, a w 2013 przyjął nazwę Bagtyýarlyk-Lebap Türkmenabat. W 2014 zajął ostatnie 14.miejsce i spadł do pierwszej ligi.

## Sukcesy

### Trofea międzynarodowe
Nie uczestniczył w rozgrywkach azjatyckich (stan na 31-05-2015).

### Trofea krajowe
Turkmenistan
| \| \| Zdobyte trofea w rozgrywkach Turkmenistanu (stan na: 31-12-2015) \| |                                                                  |      |                  |
| Rozgrywki                                                                 | Osiągnięcie                                                      | Razy | Sezon(y)         |
| Mistrzostwo                                                               | I miejsce                                                        | 0    |                  |
| Mistrzostwo                                                               | II miejsce                                                       | 0    |                  |
| Mistrzostwo                                                               | III miejsce                                                      | 3    | 1996, 2002, 2010 |
| Puchar                                                                    | zdobywca                                                         | 1    | 2002             |
| Puchar                                                                    | finalista                                                        | 0    |                  |
| II liga                                                                   | I miejsce                                                        | 0    |                  |
| II liga                                                                   | II miejsce                                                       | 1    | 2015             |
| II liga                                                                   | III miejsce                                                      | 0    |                  |
| Turkmenistan                                                              | Zdobyte trofea w rozgrywkach Turkmenistanu (stan na: 31-12-2015) |      |                  |

## Stadion
Klub rozgrywa swoje mecze domowe na stadionie Sport toplumy w Türkmenabat, który może pomieścić 10 000 widzów.

## Piłkarze
Znani piłkarze:
- Furkat Tursumow
- Dzhamolidin Oev

## Trenerzy
- 1997–2000:  Waleriý Fursow
- 2000–2001:  Yuriý Kudaýew
- 2002:  Ali Gurbani

...
- 2004–2007: klub nie istniał

...
- 2009:  Dmitriý Korj

...
- 2011–...:  Rinat Habibulin